# March & Showband Rheden
March & Showband Rheden is een muziekvereniging, gevestigd in Rheden, en bestaat uit dweilorkest 94 1⁄2, March & Showband Jong Rheden en March & Showband Rheden. 
Zeer regelmatig wordt opgetreden op taptoes en andere evenementen in binnen- en buitenland. Zo werd onder meer opgetreden in België, Duitsland, Frankrijk, Luxemburg en Tsjechië. Opgetreden wordt in een kleurrijk rood-wit-blauw uniform, wat kenmerkend is voor de vereniging. De bezetting is als die van een drumfanfare, onderverdeeld in slagwerk (tamboers, bekkens, basedrum), saxofoons, trompetten, euphoniums, trombones en sousafoons.

## Geschiedenis
De vereniging March & Showband Rheden is in 2005 ontstaan na een intensieve samenwerking tussen de Marchingband Velp en de Show- & Drumfanfare IJsselband uit Rheden.

## Concoursen
Regelmatig neemt men deel aan concoursen om op het hoogste niveau van amateurmusici te kunnen blijven musiceren. In 2013 werd March & Showband Rheden Nederlands Kampioen op de marsdiscipline. Tijdens deelname aan het concours Enschede 2016 en het Nederlands Kampioenschap in Waalwijk 2017 behaalde het korps vier 1e prijzen. Na deelnames aan het prestigieuze Wereld Muziek Concours in Kerkrade in 2009 en 2013, deed March & Showband Rheden in 2017 opnieuw mee aan het WMC en behaalde op het onderdeel mars in de World Championship division een zilveren medaille.
Overzicht:
- 2007: 1e prijs - Topconcours te Barneveld, eredivisie
- 2009: Zilveren medaille - Wereld Muziek Concours te Kerkrade, first division
- 2012: 1e prijs, 85,83 punten - KNFM Concours te Enschede, 1e divisie, onderdeel marcherend
- 2013: Nederlands Kampioen, 85,55 punten - KNFM Nederlands Kampioenschap te Klundert, 1e divisie, onderdeel marcherend
- 2013: Zilveren medaille, 83,33 punten - Wereld Muziek Concours te Kerkrade, world division, onderdeel mars
- 2016: 1e prijs, 87,00 punten - KNMO Concours te Enschede, 1e divisie, onderdeel concerterend
- 2016: 1e prijs, 85,33 punten - KNMO Concours te Enschede, 1e divisie, onderdeel marcherend
- 2017: 1e prijs, 89,67 punten - KNMO Nederlands Kampioenschap te Klundert, 1e divisie, onderdeel concerterend
- 2017: 1e prijs, 88,33 punten - KNMO Nederlands Kampioenschap te Klundert, 1e divisie, onderdeel marcherend
- 2017: Zilveren medaille, 78,25 punten - Wereld Muziek Concours te Kerkrade, world division, onderdeel mars

## Showproducties
Sinds 2018 presenteert March & Showband Rheden de show “The Line Up!”, met hits uit de musical- en theaterwereld. 

## Instructie
Het korps staat onder leiding van een professioneel instructieteam. De algehele muzikale leiding is in handen van Jos Jansen. Roeland Cleijne is tweede dirigent van March & Showband Rheden. De slagwerksectie wordt geïnstrueerd door Marc Gouswaart. René Ranzijn is aan de vereniging verbonden voor choreografie en de exercitie. Het instructieteam wordt bijgestaan door Pascal Melse, die als tambour-maître de leiding over het korps heeft tijdens optredens.